# Sitio de Bolonia (410)
El sitio de Bolonia fue un suceso bélico ocurrido en los primeros meses del año 410. Se enmarca dentro de la segunda invasión de Italia llevada a cabo por Alarico y los visigodos.
A finales del año 409 los visigodos asediaron Roma por segunda vez y como condición para levantar el sitio hicieron elegir a un emperador alternativo a Honorio. El elegido fue Prisco Átalo quien era el prefecto de la ciudad en ese momento. El nuevo gobierno consiguió controlar las provincias peninsulares de Italia Suburbicaria pero no las de Italia Anonaria que permanecieron fieles al gobierno de Rávena a pesar de que este se encontraba sitiado por el ejército de Alarico.
La llegada de refuerzos orientales a Rávena y el fracaso de Átalo en controlar la diócesis de África que seguía enviando suministros a ciudad, hizo inviable continuar con el asedio. Alarico fijó su objetivo, entonces, en subyugar las poblaciones que seguían fieles a Honorio.  Comenzó con las de la provincia de Aemilia, cercana a Rávena. Tuvo éxito en todas las ciudades importantes pero Bononia (Bolonia) se mantuvo firme y no aceptó unirse a Átalo. La ciudad contaba con unas murallas de entre 7 y 8 m de altura y pudo resistir bien los intentos visigodos por romper sus defensas. Aguantó el asedio durante varias semanas de tal manera que, finalmente, Alarico se retiró y trasladó su ejército a Liguria situada al  norte del Po. Ninguna de sus ciudades ofreció resistencia y la provincia cayó bajo el control de Átalo y los visigodos.